# Roeland Park
Roeland Park – miasto w Stanach Zjednoczonych, w stanie Kansas, w hrabstwie Johnson.